# Projet Hyperbola
Hyperbola GNU/Linux-libre
HyperbolaBSD
Le Projet Hyperbola comprend HyperbolaBSD, un système d'exploitation BSD en cours de développement précédemment fondé sur OpenBSD et le projet de libération logicielle LibertyBSD et l'inactive Hyperbola GNU/Linux-libre, une distribution GNU/Linux pour les architectures i686 et x86-64. Cette dernière se fonde sur les instantanés d'Arch et les correctifs de sécurité de Debian. On y retrouve le système d'exploitation libre GNU et le noyau Linux-libre au lieu du noyau Linux générique. Hyperbola GNU/Linux-libre est répertorié par la Free Software Foundation comme un système d'exploitation entièrement libre, conforme à ses directives de distribution de systèmes libres,.

## Historique
Hyperbola est né lors du 17e Fórum Internacional Software Livre (en) qui se tenait à Porto Alegre au Brésil.
Le 5 août 2017, la prise en charge de systemd a été abandonnée au profit d'OpenRC (en) comme système d'initialisation par défaut pour prendre en charge la campagne Init Freedom (liberté d'initialisation) lancée par Devuan,,.
Le 6 décembre 2018, Hyperbola a été la première distribution brésilienne reconnue comme projet entièrement libre par GNU, ce qui la place dans la liste des distributions GNU libre de la FSF,,,.
Le 23 septembre 2019, Hyperbola a annoncé sa première version avec la mise en œuvre de Xenocara comme serveur d'affichage par défaut pour le système X Window et de LibreSSL comme bibliothèque de cryptographie système par défaut.
En décembre 2019, Hyperbola a annoncé qu'elle cesserait d'être une distribution GNU/Linux et qu'elle deviendrait une dérivée indépendante d'OpenBSD avec du code sous licence GPL. Le projet a cité des objections aux développements récents du noyau Linux qu'ils considéraient comme une « voie instable », y compris l'inclusion d'une prise en charge optionnelle pour la Protection des contenus numériques haute définition, le noyau « étant écrit sans tenir compte de la sécurité », GNU et ces composants fondamental avec des dépendances non facultatives et l'approbation du langage de programmation Rust - en raison d'objections à la politique des marques déposées de la Fondation Mozilla et d'un « dépôt de code centralisé qui est plus sujet aux cyberattaques et nécessite généralement un accès à Internet pour être utilisé ». La prise en charge de la version Linux cessera à la fin du cycle de vie de sa version actuelle,.

## Contrat social
Hyperbola a établi un contrat social. Le contrat social Hyperbola engage le projet envers la communauté du logiciel libre, la culture libre, la confidentialité, la stabilité, la liberté d'initialisation et à suivre le système d'empaquetage basé sur Arch, mais selon les principes de stabilité, de développement et de maintenance de Debian. Dans le cadre de cet accord sont incluses les directives de distribution du système libre GNU.

## Développement

### Directives d'enpaquetage
Hyperbola a établi des directives d'emballage. Les directives d'empaquetage Hyperbola contiennent un ensemble de problèmes courants et la gravité qui doit leur être imposée pour son développement, tels que le rétroportage, les versions de paquets et les correctifs Debian.

### Noms de code
Hyperbola donne un alias à ses versions stables en utilisant les noms de galaxies comme noms de code choisis dans la liste des galaxies connues les plus proches de la Voie Lactée, par ordre croissant de distance,.

### Cycle de publication
Une version stable d'Hyperbola est publiée environ tous les trois ans. Des versions ponctuelles sont disponibles dans un intervalle de quelques mois. Chaque version d'Hyperbola reçoit deux ans de mises à jour de sécurité supplémentaires après sa fin de vie. Cependant, aucune autre publication ponctuelle ne sera effectuée. Chaque version d'Hyperbola bénéficiera d'un support de sécurité de cinq ans au total.

## Installation
Hyperbola GNU/Linux-libre peut être installé à partir de zéro à l'aide des images in-situ. Avant la version 0.4, la migration à partir d'un système existant basé sur Arch était prise en charge,,.

## Voir également
- Comparaison des distributions GNU/Linux (en)
- Controverse sur le nom de GNU/Linux
- Variantes de GNU (en)
- Distributions dérivées d'Arch (catégorie)